# 파트리크 하우스딩
파트리크 하우스딩(독일어: Patrick Hausding, 1989년 3월 9일~)은 독일의 다이빙 선수이다. 베를린 출생이며, 2008년 하계 올림픽 다이빙 남자 10m 플랫폼 싱크로나이즈에서 자샤 클라인과 함께 은메달을 획득하였다.